# پارک طبیعی

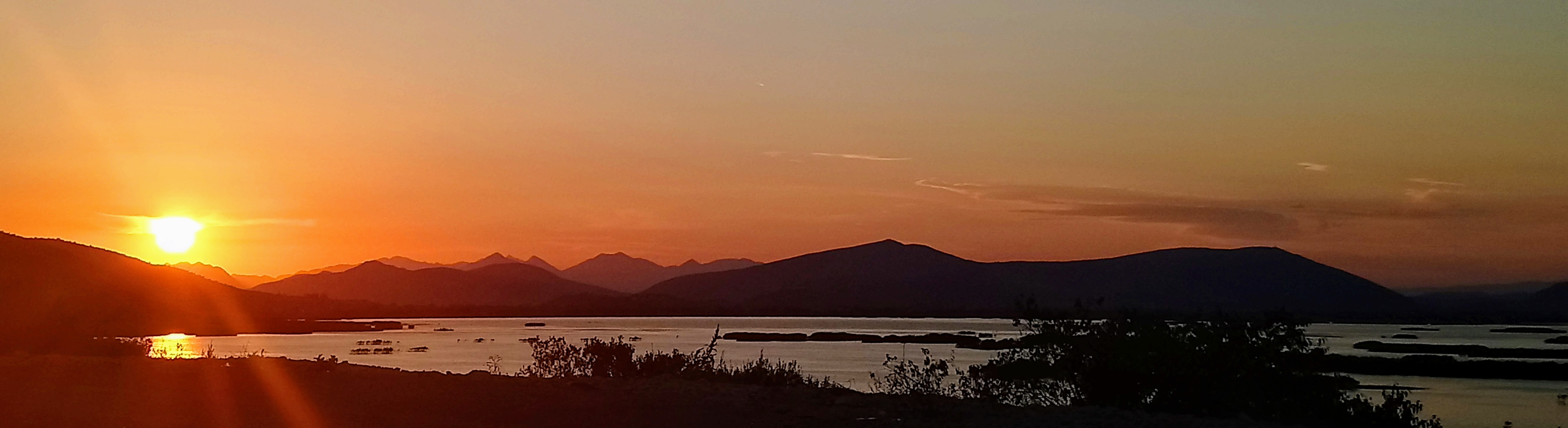
مرداب حفاظت‌شده و ذخیره‌گاه پرندگان Hutovo Blato در بوسنی و هرزگوین

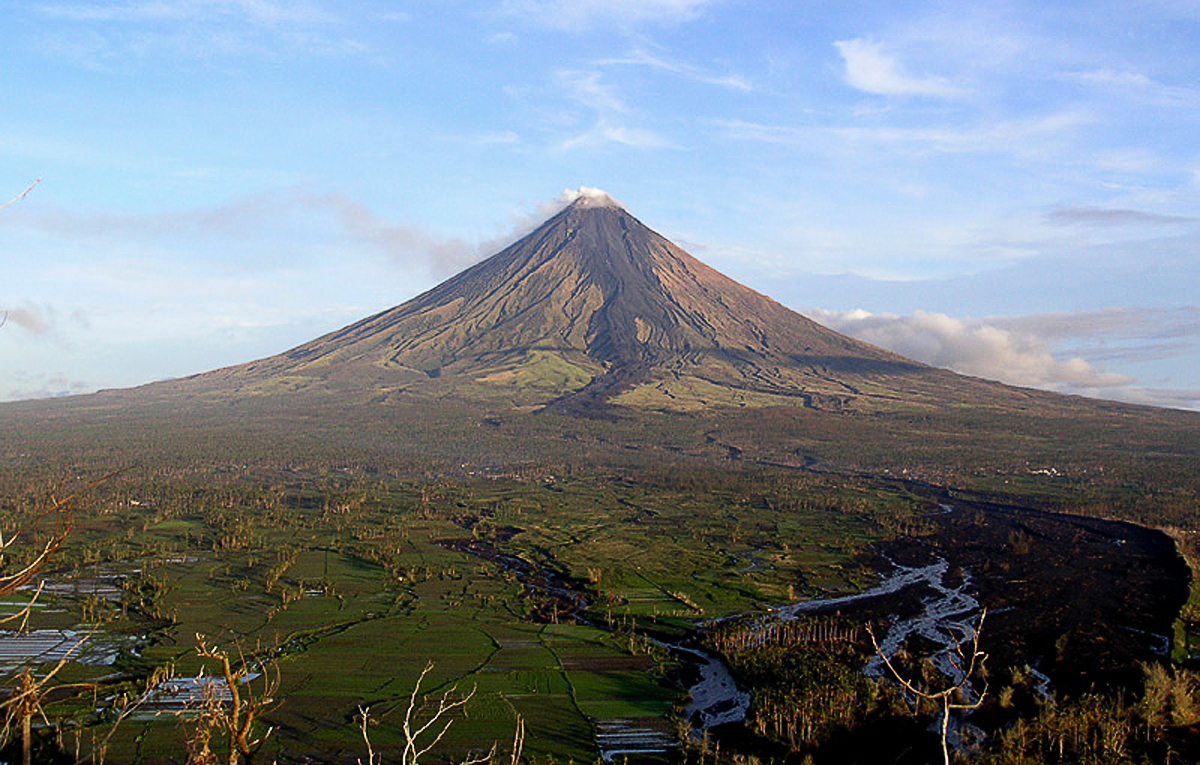
پارک طبیعی آتشفشان مایون در فیلیپین

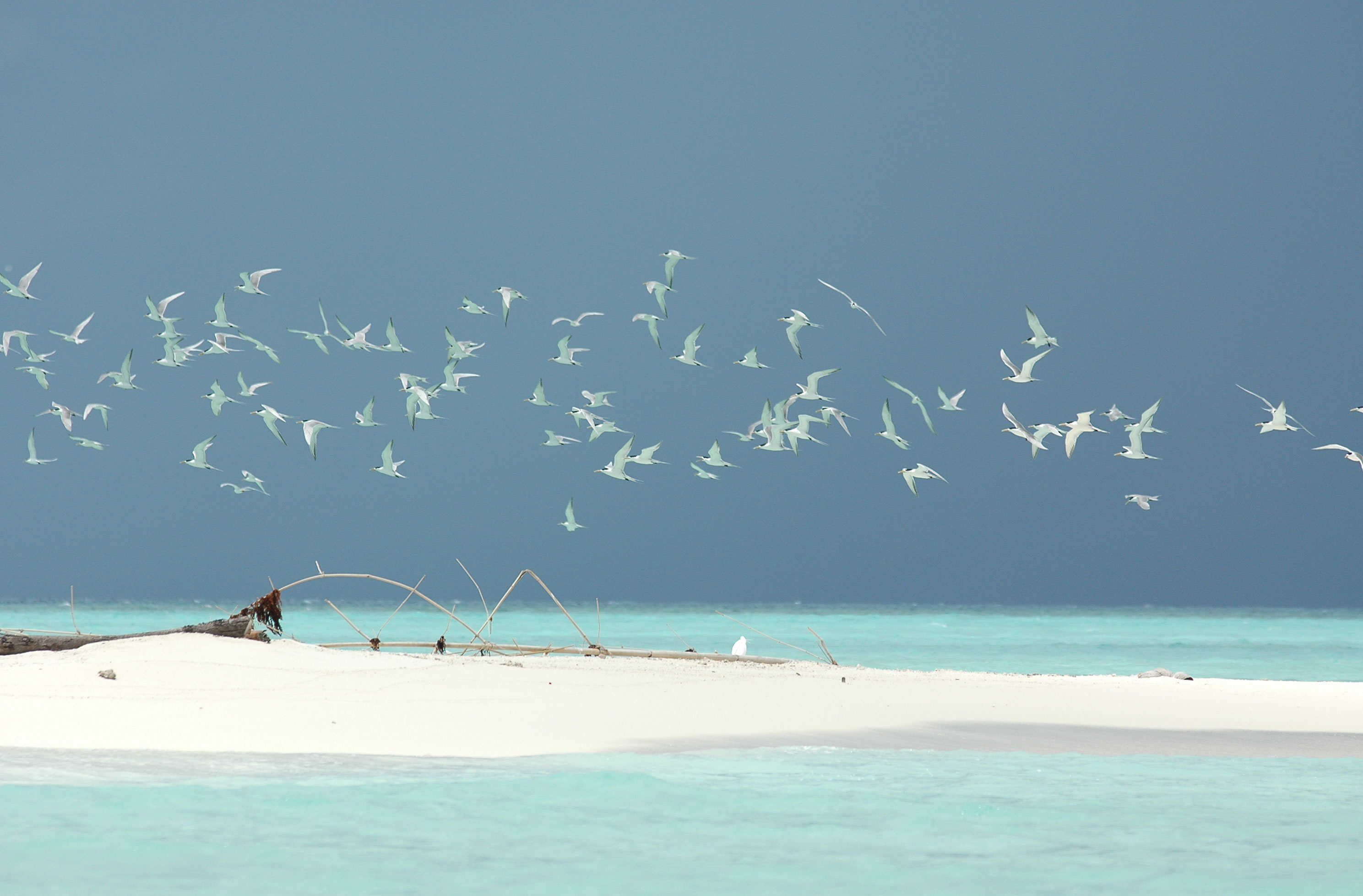
آب‌سنگ مرجانی توباتا در فیلیپین (میراث جهانی)

پارک طبیعی یا پارک طبیعت محدوده‌ای برای شناسایی و تعیین یک منطقه حفاظت‌شده از طریق برنامه بلندمدت مدیریت سرزمین، مدیریت پایدار منابع طبیعی و محدودسازی کشاورزی و توسعه املاک و مستغلات است. این چشم‌اندازهای ارزشمند در وضعیت بوم‌شناختی کنونی خود حفظ می‌شوند و برای اهداف طبیعت‌گردی ترویج می‌شوند.
در اکثر کشورها، پارک‌های طبیعی مشمول حفاظت قانون هستند که بخشی از قانون‌های حفاظتی آنهاست.
از نظر سطح حفاظت، دسته و طبقه «پارک طبیعی» با «پارک ملی» یکسان نیست. پارک ملی توسط اتحادیه بین‌المللی حفاظت از طبیعت (IUCN) و کمیسیون جهانی مناطق حفاظت‌شده وابسته به این اتحادیه به‌عنوان دسته‌بندی II مناطق حفاظت‌شده تعریف شده است. تعیین «پارک طبیعی»، بسته به ویژگی‌های محلی، در رده‌بندی مناطق حفاظت‌شده اتحادیه بین‌المللی حفاظت از طبیعت می‌تواند بین دسته III (پدیده یا یادمان طبیعی) و دسته VI (منطقه مدیریت زیستگاه یا گونه‌ها) متغیر باشد، هرچند در بیشتر موارد به دسته VI نزدیک‌تر است. با این حال برخی از پارک‌های طبیعی بعداً به پارک‌های ملی تبدیل شده‌اند.

## پارک‌های طبیعی بین‌المللی
نخستین پارک طبیعی بین‌المللی در اروپا، پارک ملی پینی امروزی است که به‌طور مشترک توسط لهستان و اسلواکی اسلواکی در سال ۱۹۳۲ تأسیس شد.
- پارک‌های طبیعی اروپا: طرح‌ها و پروژه‌های فرامرزی زیر چتر یوروپارک انجام می‌شود.
- شبکه پارک‌های منطقه حفاظت شده (PANPark)، صدور گواهینامه توسط شبکه اولیه صندوق جهانی طبیعت (WWF) که هدف آن تلفیق حفظ طبیعت وحشی با گردشگری است.